# Fysisk riksplanering
Fysisk riksplanering eller FRP kallades den process av inventering, dokumentation, remittering och beslut kring rikets geografiska naturresurser och befintlig mark- och vattenanvändning som ägde rum från slutet av 60-talet fram till 1987 då lagen om hushållning med naturresurser (NRL) trädde i kraft. Några fysiska riksplaner gjordes inte upp utan istället beslutades om geografiska riktlinjer för t.ex. de obrutna fjällområdena, de outbyggda älvarna, kust- och skärgårdsområdena, jordbruksmarken, rennäringen etc. 
Två större SOU:n publicerades under arbetets gång:
Hushållning med Mark och vatten, SOU 1971: 75 och Hushållning med Mark och vatten 2, SOU 1979:55
Avsikten var att resultatet av inventeringsarbetet och efterföljande analys och beslut skulle komma till uttryck i den kommunala planeringen. I Sverige har kommunerna planmonopol. Staten, i form av sektormyndigheter och länsstyrelse, förser kommunen med underlag och kommunen har att förhålla sig till detta när de upprättar den obligatoriska kommunala Översiktsplanen (enligt plan- och bygglagen, PBL). Endast när värden eller kvaliteter bedömts vara så väsentliga att det ligger i rikets intresse så har kommunerna en absolut skyldighet att bevaka att ett "riksintresset" beaktas.
En sammanfattande precisering av vilka sektorintressen/värden respektive vilka geografiska områden som ska beaktas gjordes sedan i Lagen om Hushållning med naturresurser mm (NRL, 1987). Denna lag införlivades senare i Miljöbalken (MB, 1999) och återfinns numera i Miljöbalkens kapitel 3 (sektorer respektive allmänna hushållningsregler) och kapitel 4 (geografiska bestämmelser).